# نويل سوماه
نويل سوماه هو لاعب كرة قدم سنغالي، ولد في 21 ديسمبر 1994 في داكار في السنغال. لعب مع نادي بروكسل ونادي غينت ونادي فيسترلو.

## وصلات خارجية
- نويل سوماه على موقع قاعدة بيانات كرة القدم.إي يو (الإنجليزية)
- نويل سوماه على موقع Soccerway.com (الإنجليزية)